# Christopher McCandless
Christopher „Chris“ Johnson McCandless [ˈkrɪstəfər ˈdʒɒnsən məˈkændlɨs] (* 12. Februar 1968 in El Segundo, Kalifornien; † (vermutlich) am 18. August 1992 im Denali Borough, Alaska; auch „Alexander Supertramp“ genannt) war ein Abenteurer und Aussteiger. Jon Krakauers Artikel in der Januar-1993-Ausgabe der Zeitschrift Outside, Krakauers Buch In die Wildnis (Into the Wild) und Sean Penns gleichnamige Verfilmung Into the Wild machten ihn (posthum) bekannt.
McCandless zog mit minimaler Ausrüstung  durch die Vereinigten Staaten, darunter später auch in Alaska. Völlig auf sich allein gestellt, krank und geschwächt, verhungerte er am Ende abgeschnitten von der Zivilisation. Es gibt Hinweise, dass eine Vergiftung durch den Verzehr des nicht ganz unproblematischen Alpen-Süßklees beteiligt sein könnte.

## Leben

### Jugend
McCandless wuchs bei seinen Eltern im US-Bundesstaat Virginia auf. Sein Vater Walt war Radartechniker und arbeitete für die NASA und für den Luft- und Raumfahrtbereich. Walt verlangte von ihm ein gutes Studium und eine glänzende Laufbahn. Stattdessen entwickelte sich bei McCandless schon in der Kindheit ein Drang, sich so oft wie möglich in der freien Natur aufzuhalten. Er absolvierte die Schule problemlos. Die Eltern drängten ihn zu einem Studium, das er auch aufnahm, obwohl er sonst häufig gegen den Vater opponierte. Im April 1990 erhielt er von der Emory University in Atlanta den Bachelor of Arts in Geschichte und Anthropologie.
Obwohl McCandless Reichtum strikt ablehnte, war er sehr arbeitsam und geschäftstüchtig. Er verdiente gut an einem Fotokopierservice und fuhr Touren für einen Pizzaservice. In der Schule, in der Freizeit sowie in Diskussionen vertrat er eine kompromisslos soziale bis sozialistische Sicht. Ungeachtet dessen war er aufgrund seiner radikal libertären Einstellung gleichzeitig Anhänger Ronald Reagans. Er hatte vor, nach der High School Waffen nach Südafrika zu schmuggeln, um die dortige Apartheid zu bekämpfen. In verarmten Stadtteilen verteilte er Essen; in der Schule schrieb er Aufsätze, in denen er die Ungerechtigkeit in der Welt anprangerte. Er entwickelte großes Interesse an den Werken von Leo Tolstoi, Henry David Thoreau und Jack London. Durch Tolstoi fasste er den Entschluss, ein Leben in Keuschheit und ohne die Laster des Wohlstands zu führen. Thoreau predigte die Rückkehr zu einem möglichst natürlichen Leben und sich in die Natur einzufügen (siehe Walden oder Leben in den Wäldern). Seit der Lektüre Jack Londons (z. B. Wolfsblut) faszinierte ihn Alaska.

### Reisen

#### Innere USA
Wenige Tage nach dem Abschluss der High School fuhr McCandless mit seinem alten Auto quer durch die USA, kehrte aber pünktlich zum Beginn des Semesters an der Emory University in Atlanta zurück. Kurz nach Ende des Universitätsstudiums, das er wie die High School mit sehr guten Noten abschloss, brach er auf. Er spendete 24.000 USD (circa 19.800 Euro nach Wechselkurs von 2002) aus einer Erbschaft an die Hilfsorganisation Oxfam International. Seine Ausrüstung bestand aus Büchern, einem Gewehr, einem Schlafsack sowie einem Zelt und weiteren, kleineren Gegenständen. Er hielt sich meistens im Westen der USA auf, reiste aber mit einem Boot den Colorado River hinunter bis an die Baja California ans Meer. Er wurde von einem Sturm überrascht und kam fast ums Leben, als das Paddel verloren ging. Mit einem Ersatzpaddel gelang ihm die Rückkehr ans Ufer. Seinen Aufzeichnungen zufolge, die Krakauer zitiert, hat er sich während dieser Reise zwei Monate lang nur von Fischen und fünf Pound (≈ 2,27 Kilogramm) Reis ernährt. McCandless freundete sich mit einigen Menschen an; so jobbte er in der Nähe von Las Vegas in einer McDonald’s-Filiale und lebte in Kontakt oder in der Nähe von Hippie-Gemeinschaften in Kalifornien. Zudem arbeitete er in South Dakota bei Getreide-Erntearbeitern. Zu den meisten dieser Reisebekanntschaften hielt er im Rahmen seiner Möglichkeiten Kontakt, nicht aber zu seiner Familie.

#### Alaska
Nach fast zweijähriger Wanderschaft brach er nach Alaska auf. Per Anhalter gelangte er nach Fairbanks. Von dort schickte er die letzten Postkarten und Briefe ab. Aus der Uni-Bibliothek lieh er sich ein Buch, in dem die genießbaren Beeren, Früchte und Pflanzen Alaskas beschrieben wurden. Trotzdem war er schlecht ausgerüstet. Er hatte nur eine alte Karte und verzichtete auf elementare Hilfsmittel wie eine Axt, Insektenschutz, Schneeschuhe oder einen Kompass, denn er wollte in natürlicher, unberührter Umgebung möglichst zivilisationsfrei überleben – wie er selbst es nannte: live off the land.
Er ging jedoch in keine „echte“ Wildnis. Ein Autofahrer setzte ihn nahe der Straße Anchorage-Fairbanks, westlich von Healy, am Ende der Stampede Road ab. Dort begann sein Marsch zunächst auf dem Stampede Trail, westwärts in Richtung Denali-Nationalpark. Nach einigen Tagen verließ er den Weg und wanderte querfeldein in die Wildnis. Indem er auf Hilfsmittel verzichtete, verlieh McCandless seiner Lebensführung das gewünschte Maß an Ungewissheit und Natürlichkeit. Zu der Zeit, im April, lagen etwa 40 Zentimeter Schnee. Nach der Überquerung des Teklanika River traf McCandless nach wenigen Tagen auf einen ausgedienten Linienbus, den er als Behausung für die nächsten Monate nutzte. Für ihn war es in der Nähe des Nationalparks die erhoffte Wildnis. Jedoch fiel damit seine Wahl auf eine Umgebung mit nur geringem natürlichen Nahrungsangebot. Mit einem in Fairbanks gekauften Kleinkalibergewehr schoss er Eichhörnchen, Kaninchen, Vögel und Schneehühner, gelegentlich Wildgänse und Stachelschweine. Er erlegte sogar einen Elch; es gelang ihm aber nicht, die große Menge an Fleisch durch Räuchern haltbar zu machen. Er sammelte Beeren, Pilze und Süßklee. Weil diese Art der Ernährung nicht ausreichte und er bei der Jagd nach Nahrung mehr Energie verbrauchte, als seine Beute ihm lieferte, verlor er nach und nach an Gewicht.
Im Juli entschied sich McCandless, in die Zivilisation zurückzukehren. Der Fluss, den er bei der Ankunft ohne große Probleme überqueren konnte, führte nun wegen der sommerlichen Schneeschmelze so viel Wasser, dass ein Durchwaten unmöglich war. Als fatal erwies sich, dass ihm eine (detaillierte) Landkarte fehlte, denn darauf wäre etwas weiter flussabwärts eine einfache, über den Fluss gespannte handbetriebene Schwebefähre – ein Seil, an dem ein Korb angebracht ist, damit Jäger den Fluss überqueren können – eingezeichnet gewesen ⊙. Auch mehrere Hütten – zum Teil von der Nationalparkverwaltung mit Lebensmittelvorräten für Notfälle bestückt – hätten sich wenige Kilometer weiter flussaufwärts befunden. Zudem teilt sich dort der Fluss in mehrere kleine Flussarme auf, die er hätte überqueren können. McCandless kehrte zum Bus zurück und hoffte durchzuhalten, bis zufällig, vor allem bedingt durch die Jagdsaison, Hilfe käme.
Jon Krakauer schätzte den 18. August 1992 als mutmaßlichen Todeszeitpunkt. Elchjäger fanden 19 Tage später seine Leiche im Bus. McCandless hatte 113 Tage allein in der Wildnis gelebt. Die genaue Todesursache ist ungeklärt.

## Todesursachen
Jon Krakauer, der den Weg und den Tod von McCandless für seine Reportage im Magazin Outside und sein nachfolgendes Buch intensiv untersucht hat, bietet mehrere Erklärungen für das angenommene Festsitzen und den Hungertod des Aussteigers. Dabei tendiert er dazu, ihn vor allem durch die These einer Vergiftung gegen den Vorwurf allzu großen Leichtsinns in Schutz zu nehmen. Die Annahme, diese sei infolge einer Verwechslung verschiedener Pflanzen aufgetreten – wie es der Film Into the Wild später darstellt –, zieht er dabei in Zweifel; ebenso die zunächst als plausibel betrachtete Vergiftung durch den Schimmelpilz Rhizoctonia leguminicola. In einem Artikel des New Yorker vom September 2013 berichtet Krakauer von Beweisen, dass McCandless durch einseitige Ernährung mit Alpen-Süßklee an Lathyrismus erkrankt und infolge der damit einhergehenden Lähmungserscheinungen verhungert sei. Die ethnobotanische Publikation, die McCandless vor seiner Wanderung in die Wildnis konsultiert hatte, erwähnte keine Toxizität für die Art Hedysarum alpinum. In einem späteren Artikel des New Yorker, veröffentlicht am 11. Februar 2015, macht Krakauer die in den Samen von Hedysarum alpinum enthaltene, giftige Aminosäure L-Canavanin für den Tod von McCandless hauptverantwortlich.
Krakauer, der Autor des Buches Into The Wild, verfasste am 12. September 2013 einen Artikel für The New Yorker, in dem er neue Erkenntnisse zum Tod von McCandless erläutert. In seinem Tagebucheintrag vom 30. Juli 1992 war sich McCandless sehr sicher, dass die Samen einer Kartoffelpflanze für seine Schwächeattacke die Ursache seien. Er schrieb: 

“Extremely weak. Fault of pot[ato] seeds. Much trouble just to stand up. Starving. Great jeopardy.”

„Extrem schwach. Schuld sind die Kartoffelsamen. Viel Mühe nur um aufzustehen. Verhungern. Große Gefahr.“

Ungefähr drei Wochen nach diesem Eintrag starb McCandless. Forscher gingen davon aus, dass McCandless verhungert sei.
Der Autor Jon Krakauer hatte den Verdacht, dass eine Vergiftung McCandless zu einem Schwächeanfall geführt habe, weswegen der junge McCandless es nicht mehr geschafft habe, sich zu bewegen und sich Nahrung zu beschaffen. Krakauer besuchte den Ort, an dem McCandless starb, und fand dort den Süßklee Hedysarum alpinum (auch Wilde Kartoffel genannt) in Massen. Daraufhin beauftragte er Thomas Clausen, einen Professor für Biochemie der University of Alaska Fairbanks, die Samen der Pflanze Hedysarum alpinum zu untersuchen. Der Professor erklärte 2007 in einem Artikel des Man’s Journal, dass er weder Toxine noch Alkaloide in der Pflanze finden konnte und die Pflanze sogar selbst essen würde.
Erst im Jahr 2013 ließ Jon Krakauer 150 Gramm frische Samen derselben Pflanze (Hedysarum alpinum) auf Beta-ODAP (Oxalyldiaminopropionsäure) mittels der Hochleistungsflüssigkeitschromatographie untersuchen. Er sendete die Samen zum Avomeen Analytical Services in Ann Arbor, Michigan. Der Chemiker Dr. Craig Larner fand eine 0,394-prozentige Konzentration von Beta-ODAP in den Samen. Diese Menge an Beta-ODAP wäre genug, um die Erkrankung Lathyrismus hervorzurufen. Lathyrismus verursacht eine langsame Lähmung und eine starke Schwächung des Körpers. Folglich verhungern die Erkrankten langsam. Andere Wissenschaftler bezweifelten jedoch die Korrektheit der Analyse.
McCandless trug ein Buch mit sich, das giftige und essbare Pflanzen auflistet. Da man damals noch nicht wusste, dass die Wildkartoffel Hedysarum alpinum giftig ist, konnte diese Information auch nicht in seinem mitgeführten Buch stehen. Jon Krakauer sagt in seinem Artikel sogar, dass McCandless vermutlich nicht verhungert wäre, wenn die Pflanze Hedysarum alpinum als giftig gelistet worden wäre, und dass McCandless heute noch leben könnte.
Ron Lamothe versucht in dem Dokumentarfilm The Call of the Wild mathematisch zu belegen, dass nach dem Tagebuch von McCandless das Nahrungsangebot – gemessen am Jagderfolg – unter Einbeziehung der (fettarmen) pflanzlichen Nahrung über den gesamten Zeitraum in Alaskas Natur nicht ausreichend war. Der Wildnisbewohner nahm so stetig an Körpergewicht ab und war so dem Tod durch Auszehrung und Verhungern ausgesetzt.

## Öffentliche Meinung
Im Gegensatz zu Krakauer und vielen Lesern seines Buches, die McCandless weitgehend mit Sympathie begegnen, gibt es auch viele negative Aussagen zu McCandless und denjenigen, die versuchen, sein Schicksal nachträglich zu romantisieren. Der Alaska-Park-Ranger Peter Christian schrieb etwa:

„Ich bin ständig dem ausgesetzt, was ich als ‚McCandless-Phänomen‘ bezeichne. Junge Menschen, fast immer junge Männer, kommen nach Alaska, um gegen eine gnadenlose Wildnis und eine Landschaft zu bestehen, wo die Bequemlichkeit eines Zugangs und die Möglichkeit einer Rettung praktisch nicht vorhanden sind […] McCandless war aus meiner Perspektive auch nicht besonders mutig, sondern einfach nur dumm, tragisch und gedankenlos. Zunächst einmal verwendete er nur sehr wenig Zeit, um zu lernen, wie man in freier Wildbahn überlebt. Er kam an den Stampede Trail ohne eine Karte von der Gegend. Hätte er eine gute Karte gehabt, hätte er sich leicht retten können […]“

Judith Kleinfeld, Professorin für Psychologie an der University of Alaska Fairbanks, schrieb in der Anchorage Daily News:

„Viele in Alaska reagieren mit Wut auf seine Dummheit. Man muss ein kompletter Idiot sein, sagen sie, um im Sommer 20 Meilen vom Parks Highway entfernt zu verhungern.“

Molly Hartzog verglich die Darstellung von McCandless in der Presse mit der des Bergsteigers Aron Ralston, der nach einem Unfall einen Teil seines rechten Unterarmes amputieren musste. Medien würden McCandless im Gegensatz zu Ralston wegen seiner Weigerung, technische Hilfsmittel zu verwenden, um sich aus seiner Notlage zu befreien, herabwürdigen. Während Ralston durch Technik die Natur bezwungen und dadurch überlebt habe, sei McCandless zu Recht wegen seiner Ablehnung menschlicher Errungenschaften gestorben. Hartzog analysierte dies in Anlehnung an Kenneth Burke kritisch, da diese Darstellung mit der medialen Darstellung von Natur als Gegensatz zur menschlichen Kultur einhergehe. Dieser medial konstruierte Gegensatz stehe für eine patriarchale Kontrolle der Natur, die nur manche Gruppen und manche Handlungen in der Wildnis zulasse.

## Bus 142 (Magic Bus)
Der von McCandless genutzte Linienbus 142 ⊙ der Fairbanks City Transit System, der früher einmal Straßenbauarbeitern der Yutan Construction Company als Unterkunft gedient hatte, entwickelte sich nach seinem Tod und besonders nach der Verfilmung seines Lebens zum Ziel von Touristen.
Das Haupthindernis auf dem Weg dorthin, entlang des Stampede Trail, ist die Überquerung des Flusses Teklanika. Die Alaska State Troopers berichten, dass bei den Flussüberquerungen jedes Jahr mehrere Rettungsaktionen erforderlich sind. Im August 2010 führte Hochwasser zum Ertrinken von Claire Ackermann, einer Wanderin aus der Schweiz, und im Juli 2019 kam Veranika Nikanava aus Belarus beim Versuch der Überquerung ums Leben.
Am 18. Juni 2020 koordinierten verschiedene Regierungsbehörden eine Schulungsmission der Alaska Army National Guard, um den Bus endgültig zu entfernen, der nach zahlreichen Rettungsaktionen als Problem der öffentlichen Sicherheit eingestuft wurde. Er wurde mit einem CH-47-Chinook-Hubschrauber nach Healy geflogen und dann auf einem Pritschenwagen ins Museum of the North der University of Alaska nach Fairbanks gebracht. Dort soll er restauriert auf einem Außengelände ausgestellt werden. Erstmals, nach 30 Jahren, haben Besucher so die Möglichkeit, die Geschichte des Busses sicher zu erleben. Zuvor versuchten jährlich hunderte Personen, den Bus zu erreichen.
Eine Nachbildung des Linienbusses 142 fand Verwendung als Magic Bus bei der Produktion des Spielfilms Into the Wild. Der Bus kann in der Nähe des Drehorts ⊙, 49th State Brewery Company, Healy, Alaska, besichtigt werden.

## Verfilmung und Popkultur
Sean Penn verfilmte McCandless’ Leben im Jahr 2007 unter dem Titel Into the Wild.
Der Folk-Sänger Ellis Paul veröffentlichte 2002 auf seinem Album The Speed of Trees das Lied The Ballad of Christopher McCandless.
Das im Jahr 2000 erschienene Album Cirque von Geir Jenssen, vor allem bekannt unter dem Namen Biosphere, ist teilweise inspiriert von McCandless’ Geschichte.